# Pasi Kytoesaho
Pasi Kytoesaho est un ancien sauteur à ski finlandais.

## Palmarès

### Coupe du Monde
- Meilleur classement final: 41e en 1997.
- Meilleur résultat: 2e